# Vrouwenconvent Sint-Geertrui

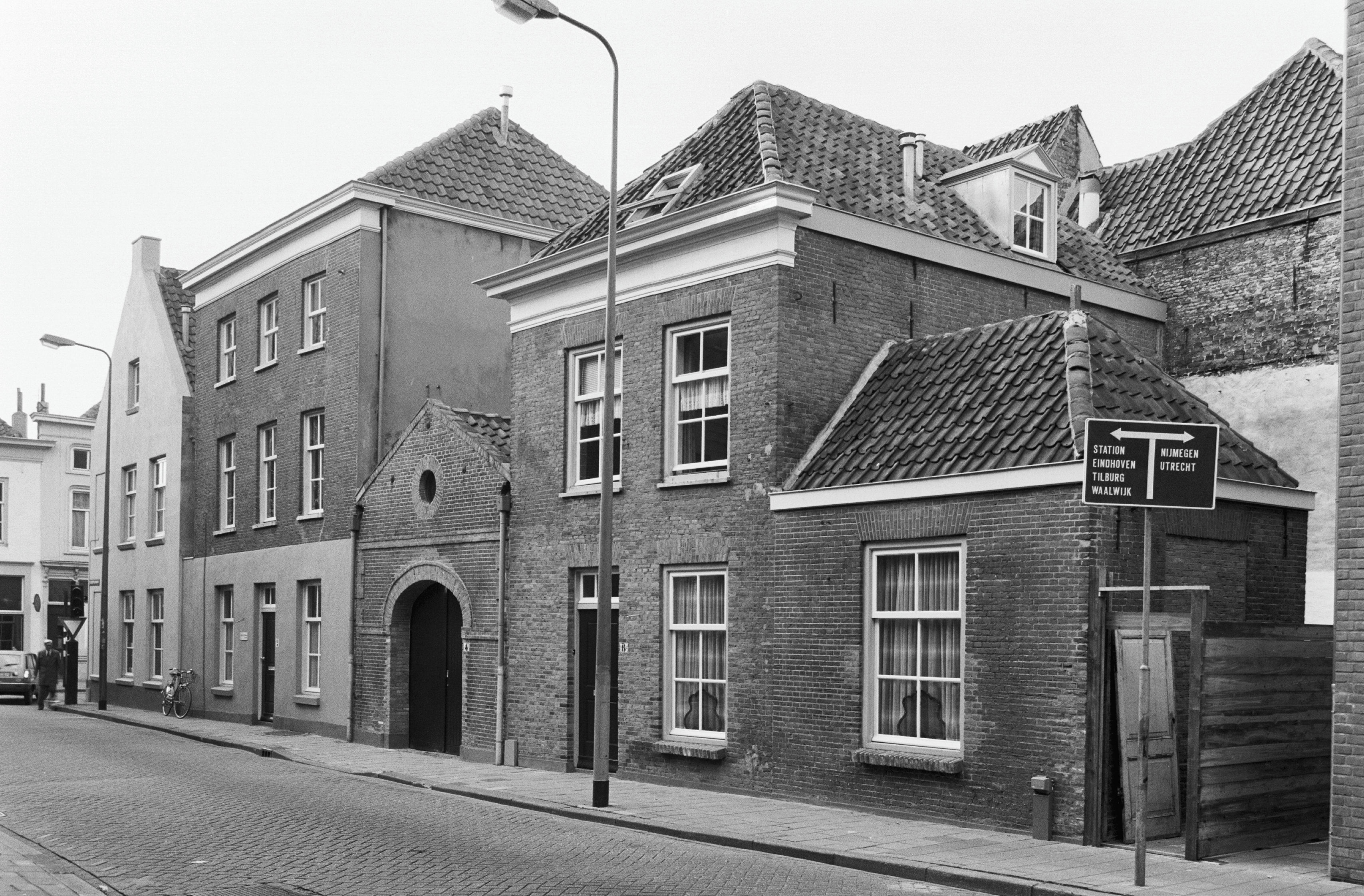
Sint-Geertruikerkhof 2-4-6 (1978)

Het Klooster van de Zusters van Sint-Geertrui, was gelegen aan het huidige Sint-Geertruikerkhof in de binnenstad van 's-Hertogenbosch.  In 1449 werd het klooster gesticht door de orde dominicanessen. In 1496 werd het een orde van Augustinessen. Een bekende kloosterlinge was Barbara Disquis de buitenechtelijke dochter van keizer Maximiliaan I, Zij is in 1497 ingetreden. In een kroniek over het klooster is beschreven, dat zij hier in 1504 een ontmoeting heeft gehad met haar halfbroer Filips de Schone.
Na de capitulatie van 's-Hertogenbosch in 1629 werden de katholieke gebouwen geconfisqueerd. Het klooster werd opgeheven en het gebouw werd gebruikt als militair hospitaal. In 1746 werd het klooster gesloopt, maar de kerk bleef gespaard, omdat deze als kerk door de protestanten werd gebruikt.